# Marion Spielmann

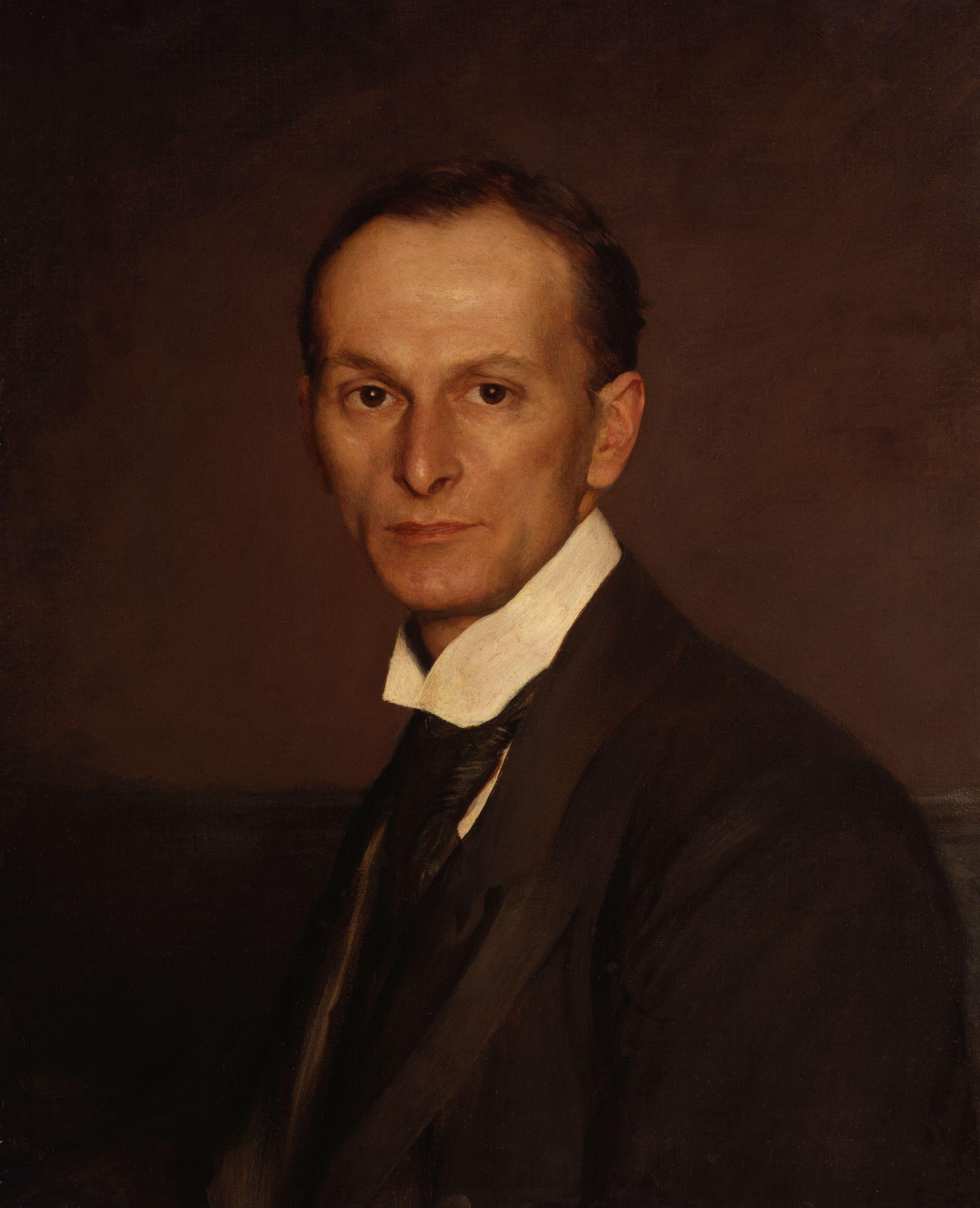
Marion Harry Spielmann, von John Henry Frederick Bacon, 1964 der National Portrait Gallery, London, geschenkt

Marion Harry Alexander Spielmann (* 22. Mai 1858 in London; † 1948 ebenda) war ein britischer Kunstkritiker, Kunsthistoriker, Journalist und Verleger. Er zählte zu den einflussreichsten Persönlichkeiten der viktorianischen Kunstwelt und spielte eine zentrale Rolle in der Auseinandersetzung zwischen traditionellen und modernen Kunstströmungen.

## Leben
Marion Spielmann wurde als jüngstes von acht Kindern des Seidenhändlers Adam Spielmann geboren, dessen Familie aus Schokken (heute Skoki, Polen) stammte. Auch seine Brüder Isidore Spielmann und Meyer Spielmann waren in den Bereichen der Kunst und Kunsterziehung tätig. Marion Spielmann besuchte die University College School und studierte anschließend Architektur und Bauingenieurwesen am University College London. Ab 1883 arbeitete er als Kunstkritiker für die Pall Mall Gazette, wo er unter anderem über G. F. Watts berichtete. Später schrieb er für den Daily Graphic und war Mitbegründer und Kunstredakteur der Zeitschrift Black and White. Von 1887 bis 1904 war er Herausgeber des Magazine of Art. 1880 heiratete Marion Spielmann seine Cousine Mabel Henriette Samuel, eine bekannte Kinderbuchautorin und Biografin. Sie hatten einen Sohn, Percy Edwin Spielmann.

## Werk

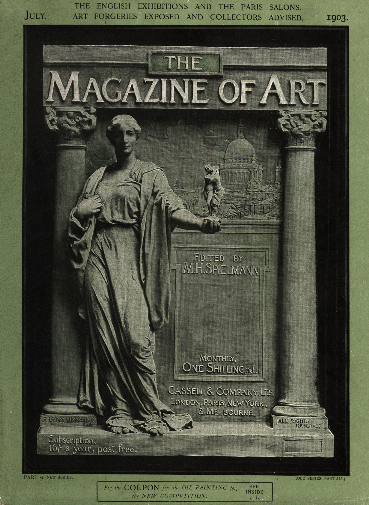
Titelblatt von The Magazine of Art, Juli 1903 – Inhalt: Englische Ausstellungen, Pariser Salons, Kunstfälschungen... Herausgeber: Marion Harry Spielmann. Gedruckt in London bei Cassell & Co.

Marion Spielmann war ein Verfechter traditioneller Kunstauffassungen und stand der aufkommenden modernen Kunst, insbesondere dem Postimpressionismus, kritisch gegenüber. Er betonte oft die männlichen und entschlossenen Qualitäten in der Kunst und lobte Künstler wie George Anderson Lawson für ihre „starken, männlichen und künstlerischen Werke“. Seine besondere Bewunderung galt John Everett Millais, über den er 1898 die erste umfassende Biografie veröffentlichte. Weitere wichtige Publikationen sind History of Punch (1895), John Ruskin (1900), British Sculpture and Sculptors of To-day (1901) und Charles Keene, Etcher (1903).
Als Herausgeber des Magazine of Art förderte Marion Spielmann die Debatten über Impressionismus und Ästhetizismus, indem er Beiträge sowohl von Traditionalisten wie William Powell Frith als auch von Verfechtern neuer Kunstströmungen veröffentlichte. Er war auch Jurymitglied für England auf der Brüsseler Kunstausstellung von 1898 und spielte eine Schlüsselrolle bei der Reform des Chantrey-Bequest der Royal Academy of Arts.